# William Congreve (inventor)
William Congreve, 2.º Baronet (20 de mayo de 1772 – 16 de mayo de 1828) fue un inventor británico, pionero en el uso de cohetes en artillería, distinguido por el desarrollo y despliegue de los cohetes Congreve. Así mismo, fue miembro por el partido Tory en el Parlamento Británico.

## Biografía
Era hijo del Teniente General Sir William Congreve, primer Baronet, Controlador de los Laboratorios Reales en el Arsenal Real. Creció en Kent, Inglaterra, y fue educado en la Escuela de Newcome en Hackney, en la Escuela de Gramática de Wolverhampton y en la Escuela Singlewell en Kent. Estudió leyes en el Trinity College de la Universidad de Cambridge, graduándose en 1793 y obteniendo la maestría en 1796. En 1814 sucedió a su padre como segundo Baronet Congreve.
En 1803 se alistó voluntario en el regimiento de Londres y Westminster de Caballería Ligera. Convertido en un hombre de negocios en Londres, publicó un diario muy polémico, el "Royal Standard and Political Register" de tendencia Tory (conservadora), pro-gubernamental y anti-Cobbett. Se vio envuelto en un gravoso proceso judicial por libelo en su contra en 1804, lo que le llevó a dejar la actividad editorial, volcando su interés a partir de entonces en el desarrollo de los cohetes como piezas de artillería. Muchos años antes se habían realizado varios intentos fracasados con cohetes en el Laboratorio Real en Woolwich por el Teniente General Thomas Desaguliers. En 1804, invirtiendo sus propios recursos económicos, empezó a experimentar con cohetes en Woolwich.
Congreve recibió el rango honorario de teniente coronel del Arma de Artillería del Reino de Hanover en 1811, y a menudo era conocido como el "Coronel Congreve", posteriormente comandante general en el mismo ejército. Fue elegido miembro de la Royal Society en marzo de ese mismo año, y también se le otorgó la Orden de San Jorge tras la Batalla de Leipzig en 1813. En 1816 recibió el título de Caballero Comandante de la Orden Real Güélfica (KCH).  En 1821 se le otorgó la Orden de la Espada por el Rey de Suecia.
Nombrado caballerizo real en 1811, disfrutó de la amistad del Príncipe Regente (el después rey Jorge IV, coronado en 1820), quien apoyaba sus proyectos sobre los cohetes.
Antes de 1812 se ofreció para presentarse a un puesto en el Parlamento por la ciudad de Liverpool, pero retiró su candidatura por falta de apoyos. Sin embargo, fue nombrado Miembro del Parlamento por el "burgo podrido" (circunscripción de poco peso demográfico fácilmente manipulable) de Gatton en 1812, aunque se retiró en las elecciones siguientes de 1814 a favor del hijo del propietario del burgo, Sir Mark Wood. En 1818 regresó al Parlamento como representante de Plymouth, cargo que conservó hasta su muerte.
Después de vivir con una amante con la que concibió dos hijos ilegítimos, se casó en diciembre de 1824, en Wesel (Prusia), con Isabella Carvalho (o Charlotte), una mujer joven de ascendencia portuguesa y viuda de Henry Nisbett McEvoy. Tuvieron dos hijos y una hija.
En los años posteriores retomó su faceta de hombre de negocios,  convirtiéndose en presidente del Equitable Loan Bank; director de la Arigna Iron and Coal Company, de la Palladium Insurance Company, y de la Peruvian Mining Company. Después de que se iniciase contra él un proceso por fraude en 1826 por su gestión de la compañía Arigna,  huyó a Francia, donde enfermó gravemente.  Fue procesado en ausencia, concluyendo la sentencia del Lord Canciller (emitida poco antes de la muerte de Congreve) que la transacción era 'claramente fraudlenta' y diseñada para beneficiar a Congreve y a otros.
Murió en Toulouse (Francia) en mayo de 1828 a los 55 años de edad, y está enterrado allí, en el cementerio protestante y judío de Terre Cabade.

## Cohetes Congreve

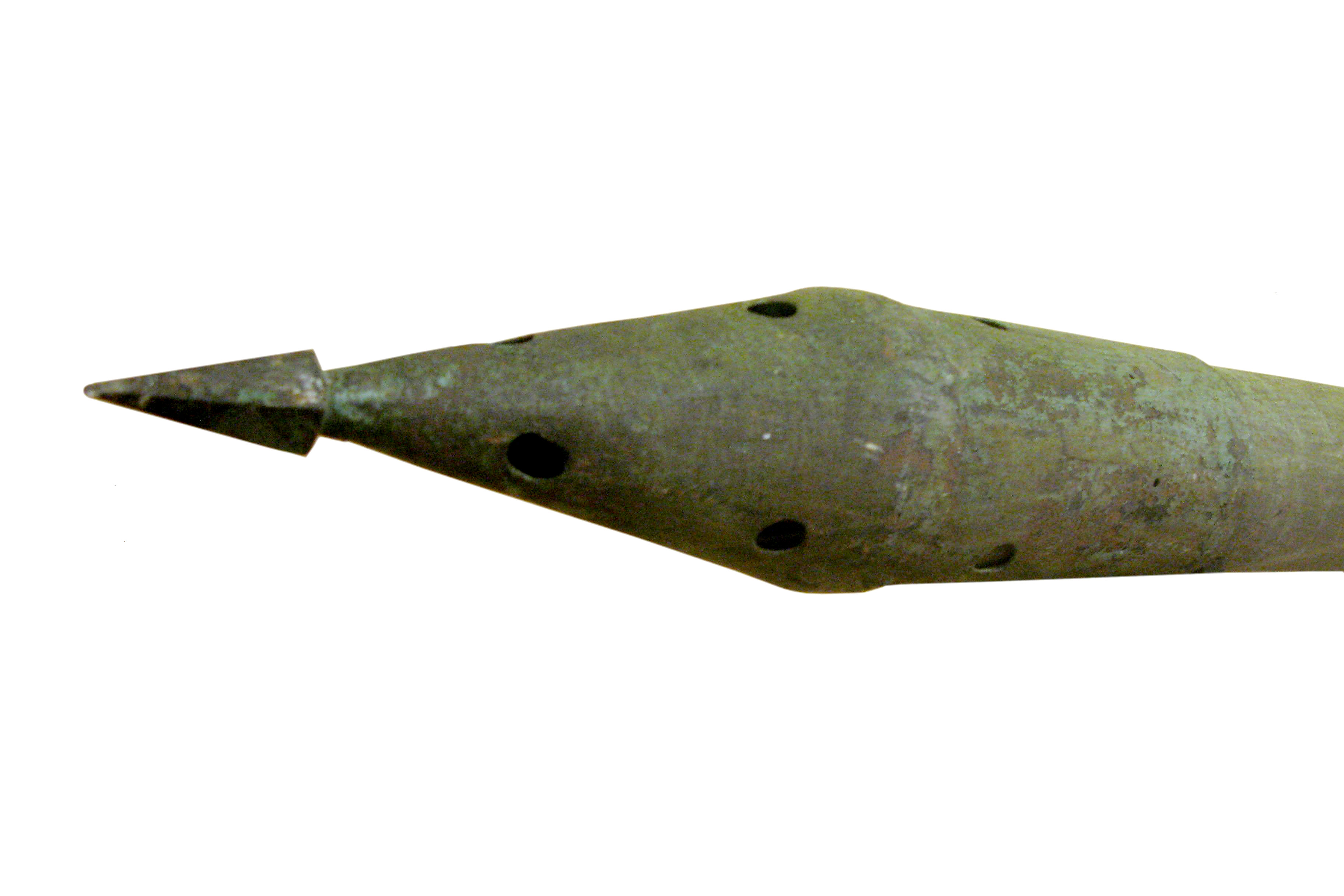
Punta de un cohete Congreve, exhibido en Museo Naval de París

Los cohetes de Mysore fueron los primeros cohetes revestidos con hierro utilizados militarmente con éxito. Hyder Ali, gobernante del siglo XVIII del Reino de Mysore (sur de la India) y su hijo y sucesor, Sultán Fateh Ali Tipu los utilizaron eficazmente contra las tropas británicas de la Compañía de las Indias Orientales durante las Guerras Anglo-Mysoras, iniciadas con la Batalla de Pollilur (1780).
En las batallas de Seringapatam en 1792 y 1799 estos cohetes fueron utilizados con efectos considerables contra los británicos.
Las experiencias de cohetes indias, mencionadas en un libro de Munro de 1789, finalmente llevaron al Arsenal Real a iniciar un programa de investigación sobre cohetes militares en 1801. Varias carcasas de cohete se recogieron en Mysore y fueron enviadas a Gran Bretaña para su análisis. El desarrollo era principalmente competencia de William Congreve, quien estableció un programa de investigación y desarrollo en el laboratorio del arsenal de Woolwich. Tras completar su trabajo de desarrollo, se fabricaron los cohetes en gran cantidad más al norte, en el cercano Waltham Abbey (Essex). En su momento se había dicho que "Los británicos en Seringapatam habían padecido más por los cohetes que por los obuses o por cualquier otra arma utilizada por el enemigo". "En al menos un caso", un testigo presencial dijo a Congreve que "un solo cohete había matado a tres hombres y malherido a otros".
Se ha sugerido que Congreve pudo haber adaptado los cohetes con carcasa de hierro e impulsados por pólvora para su uso por el ejército británico de los prototipos creados por el nacionalista irlandés Robert Emmet durante la rebelión de Emmet en 1803. Pero esto parece bastante improbable dado el hecho de que los británicos habían estado expuestos a los cohetes indios desde 1780, y que una vasta cantidad de cohetes sin usar y su equipamiento de construcción cayeron en manos británicas al final de las Guerras Anglo-Mysoras en 1799, 4 años antes de los cohetes de Emmet.
Congreve hizo su primera demostración de cohetes de combustible sólido en el Arsenal Real en 1805. Consideró su trabajo lo suficientemente adelantado como para involucrarse en dos ataques de la Marina Real Británica contra la flota francesa en Boulogne (Francia), en aquel año y en el siguiente. En 1807, Congreve y dieciséis empleados civiles del Ordnance Departament estuvieron presentes en el Bombardeo de Copenhague, en el que 300 cohetes contribuyeron al incendio de la ciudad.
Los cohetes Congreve fueron usados con éxito durante el resto de las Guerras Napoleónicas, con su utilización más celebrada en la Batalla de Leipzig en 1813. En la Guerra anglo-estadounidense de 1812, el "rockets' red glare" (resplandor rojo de los cohetes) es descrito en el himno nacional estadounidense, narrando el lanzamiento de los cohetes de Congreve en Fort McHenry durante este conflicto. En enero de 1814 la Artillería Real unificó las distintas compañías armadas con cohetes en dos Tropas de Cohetes, enmarcadas dentro de la Artillería Montada Real. Estos cohetes se mantuvieron en el arsenal del Reino Unido hasta la década de 1850.
Congreve organizó unas impresionantes exhibiciones de fuegos artificiales en Londres para celebrar la Paz de 1814 y para la coronación de Jorge IV en 1821.

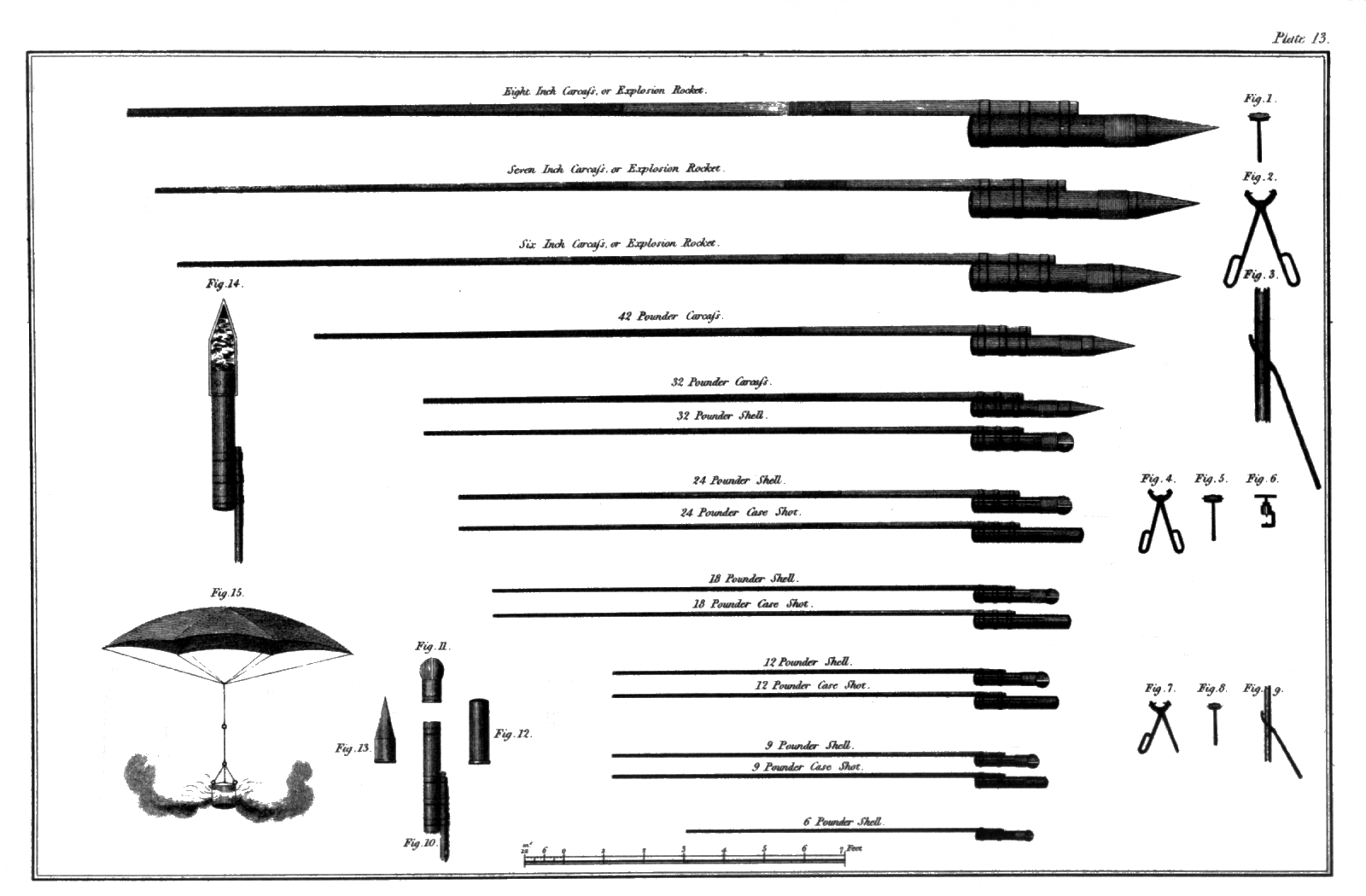
Cohetes Congreve en el trabajo original del propio Congreve

## Otras invenciones
Además del trabajo con sus cohetes, Congreve fue un prolífico inventor (aunque no siempre premiado con el éxito) durante el resto de su vida. Ideó una montura para controlar el retroceso de las pistolas; una espoleta de tiempo; un paracaídas auxiliar para los cohetes; una esclusa para canales hidroneumática y una compuerta (1813); una máquina de movimiento perpetuo; un proceso de impresión de color (1821) ampliamente utilizado en Alemania; una nueva forma de motor de vapor; y un método para eliminar el humo (que aplicó en el Laboratorio Real). También registró patentes para un reloj en el que el tiempo era medido mediante la rodadura de una bola a lo largo de una pista en zig-zag situada en un plano inclinado; para proteger edificios contra el fuego; laminación y aleación de metales; papel de billetes infalsificable; un método para cazar ballenas mediante cohetes; mejoras en la fabricación de pólvora; placas de estereotipo; fuegos artificiales; y medidores de gas. Congreve fue nombrado Interventor del Laboratorio Real en Woolwich desde 1814 hasta su muerte. (Su padre, sir William Congreve también había ocupado el mismo puesto.)
Su fallido sistema de movimiento perpetuo implicaba una cinta sinfín que tendría que elevar más agua por acción capilar en un lado de la cinta que en el otro, donde las esponjas son prensadas por la acción de otra banda continua de contrapesos que rodea a la anterior. Utilizaba la acción capilar de los fluidos, considerando que desobedece la ley de que nunca el líquido se eleva por encima de su propio nivel, lo que podría permitir producir un ascenso continuo, combinado con la evacuación posterior del agua por el prensado de las esponjas provocado por los contrapesos en el lado contrario de la cinta. El dispositivo tenía un plano inclinado triangular (un triángulo rectángulo con un cateto horizontal y otro vertical) equipado con tres poleas (una en cada esquina), sobre las que circula una cinta de esponjas, y alrededor de esta, una cinta articulada de contrapesos conectados entre sí. El lado horizontal de las cintas queda sumergido en un lecho de agua en reposo. En teoría, la acción capilar eleva el agua en un lado de la banda (el vertical), mientras que en el lado contrario (el inclinado) esto no puede suceder, porque los contrapesos exprimen el agua fuera de la banda de esponjas. De ahí que un lado sea más pesado que el otro; y por lo tanto, el peso extra del agua impulsaría la cadena, que circularía en la dirección de la flecha, y esto sucedería presuntamente de forma continua.

## Publicaciones
- "A concise account of the origin and progress of the rocket system" (Una relación concisa del origen y progreso del sistema del cohete) (1807)[13]
- "The details of the rocket system" (Los detalles del sistema del cohete) (1814)
- "The Congreve Rocket System" (El Sistema Congreve de Cohete) (1827)
- "An Elementary Treatise on the Mounting of Naval Ordnance" (Un Tratado Elemental del Montaje de la Artillería Naval) (1812)
- "A Description of the Hydropneumatical Lock" (Una Descripción de la Compuerta Hidroneumática) (1815)
- "A New Principle of Steam-Engine" (Un Nuevo Principio del Motor de Vapor) (1819)
- "Resumption of Cash Payments" (Reanudación de Pagos de Dinero Efectivo) (1819)
- "Systems of Currency" (Sistemas de Moneda) (1819)

## Reconocimientos y honores
- Miembro de la Royal Society
- Miembro de la Orden Real Güélfica
- El cráter lunar Congreve lleva este nombre en su honor.